# 库尔雅克
库尔雅克（法語：Courgeac，法語發音：[kuʁʒak]）是法国夏朗德省的一个市镇，位于该省南部，属于昂古莱姆区。

## 地理
库尔雅克（45°23'38"N, 0°5'5"E）面积18.42 平方千米，位于法国新阿基坦大区夏朗德省，该省份为法国西部内陆省份，北起德塞夫勒省和维埃纳省，东临上维埃纳省，东南至多尔多涅省，南至多爾多涅省，西接滨海夏朗德省。
与库尔雅克接壤的市镇（或旧市镇、城区）包括：诺纳克、圣马夏尔、蒙莫罗。

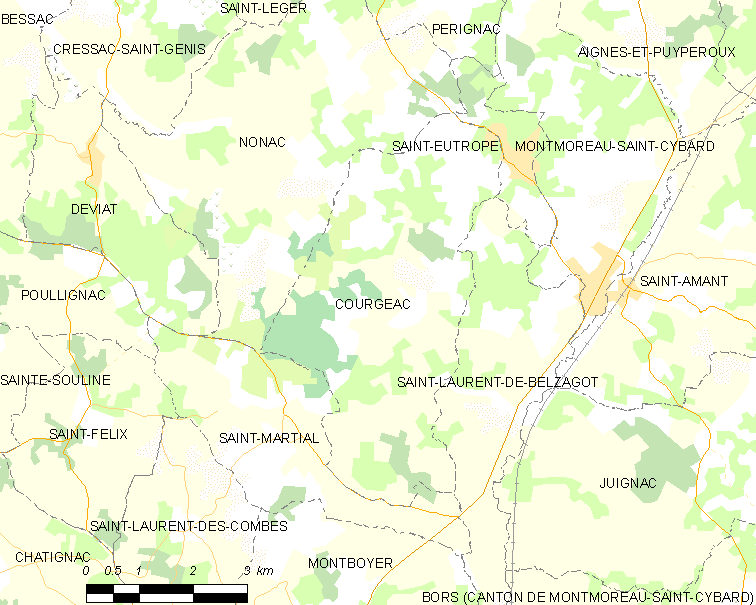
库尔雅克的OSM定位图

库尔雅克的时区为UTC+01:00、UTC+02:00（夏令时）。

## 行政
库尔雅克的邮政编码为16190，INSEE市镇编码为16111。

## 政治
库尔雅克所属的省级选区为蒂德-拉瓦莱特县。

## 人口

1962-2008年间库尔雅克人口变化图示

库尔雅克于2022年1月1日时的人口数量为170人。